# Аккуратов, Валентин Иванович
Валенти́н Ива́нович Аккура́тов (1909—1993) — советский штурман полярной авиации, заслуженный штурман СССР, писатель.
В полярной авиации с 1934 года, в период с 1947 по 1971 год занимал должность старшего штурмана полярной авиации. Автор учебника по навигации, создатель нового метода самолётовождения в полярных широтах.

## Биография
Родился в городе Владимире в 1909 году.
В 1934 году закончил Ленинградский транспортный институт, получив направление в Гидрографическое управление Главсевморпути штурманом ледовой разведки.
В 1936 году совместно с М. В. Водопьяновым совершил высокоширотный полёт на остров Рудольфа (архипелаг Земля Франца-Иосифа).
В 1937 году на самолёте АНТ-6-4М-34Р «Авиаарктика» участвовал в высадке на льды первой в мире дрейфующей полярной станции «Северный полюс-1».
Принимал участие в поисках самолёта С. А. Леваневского.
Участник советско-финляндской войны.
В марте 1941 года с лётчиком И. И. Черевичным на самолёте АНТ-6 «Авиаарктика» Н-169 достиг «Северного полюса недоступности» (84°03′ с. ш. 174°51′ з. д.). Самолет был оборудован для выполнения стратегической ледовой разведки, в экипаж входили учёные Ленинградского Арктического института. С 2 марта по 23 апреля 1941 года Н-169 трижды летал на полюс недоступности с острова Врангеля, совершая посадки на льды. Всего экспедиция провела на дрейфующих льдах 15 суток.
Участник Великой Отечественной войны: в октябре 1941 — январе 1943 — штурман корабля Московской авиационной группы особого назначения. Принимал участие в эвакуации советского правительства из Москвы в Куйбышев осенью 1941 года, полётах в блокадный Ленинград, ледовой разведке в Заполярье. Совершил 80 боевых вылетов на самолёте Ли-2 и 26 боевых вылетов на самолёте-амфибии «Консолидейтед». В январе 1943 — мае 1945 — штурман корабля и штурман авиаэскадрильи 890-го авиационного полка дальнего действия 45-й Гомельской тяжело-бомбардировочной авиационной дивизии. Совершил более 102 боевых вылетов на бомбардировщике Пе-8. Войну закончил в звании майора, совершив более 208 боевых вылетов.
В октябре 1945 года, в составе экипажа лётчика М. А. Титлова и ледового разведчика М. М. Сомова, совершил беспосадочный полёт от мыса Челюскина до Северного полюса и оттуда к Новосибирским Островам. Целью экспедиции была дальняя ледовая разведка и испытание навигационного оборудования самолета в период перехода полярного дня в полярную ночь. За 15,5 часов было покрыто расстояние в 4500 км.
Участвовал во многих других высокоширотных экспедициях.
Жена — артистка балета Наталья Георгиевна Конюс.

## Награды и звания
- 2 ордена Ленина (13.03.1944[1][2]; 14.01.1952[3])
- 2 ордена Красного Знамени (13.06.1943[4]; 2.12.1944)
- орден Отечественной войны 1-й степени (11.03.1985[5])
- 4 ордена Трудового Красного Знамени (17.11.1949; 6.12.1949; 19.05.1954; 29.08.1955)
- 2 ордена Красной Звезды (27.07.1937; 6.05.1946)
- медаль «За боевые заслуги» (19.05.1940, за образцовое выполнение заданий командования на финском фронте)
- другие медали («За Победу над Германией»[6], «За оборону Советского Заполярья»[7], «За оборону Москвы»[8])
- Заслуженный штурман СССР (8.07.1967)